# Leonardo Semplici
Leonardo Semplici (Florencia, Toscana, Italia; 18 de julio de 1967) es un entrenador de fútbol italiano. Actualmente está sin club.

## Trayectoria

### Como jugador
En su carrera como jugador fue parte de equipos amateur en ligas menores de la región de Toscana como el Lucchese .

### Como entrenador
Comenzó como entrenador en el Sangimignano de la liga regional Eccellenza Toscana, donde llevó al equipo a la Serie D. En 2005 dirigió al Figline, donde estuvo por cuatro años. Luego de dos breves periodos en los equipos Toscanos de Arezzo y Pisa, la Fiorentina lo contrató como entrenador de juveniles.
En diciembre de 2014 fue fichado como entrenador de la SPAL, club al que llevó de la Lega Pro a la Serie B en 2016, y luego sorprendentemente a la Serie A. Fue el retorno del club pequeño de Ferrara después de 49 años a la primera categoría. En febrero de 2020, con el equipo ocupando la última posición de la Serie A tras 23 jornadas, el club anunció su destitución.
En febrero de 2021, se incorporó al Cagliari, en la Serie A hasta el 30 de junio de 2022. A partir de una notoria mejoría (4 victorias, 3 empates y la derrota ante el Genoa en la última jornada), consigue acertar en la penúltima jornada la inesperada salvación, dado el empate ante el Benevento antepenúltimo, que a la llegada de Semplici a Cagliari tenía una ventaja de 10 puntos sobre los sardos. Finalizó la temporada en el decimosexto puesto con 37 puntos, habiendo sumado un total de 22 puntos en 15 partidos (6 victorias, 4 empates y 5 derrotas). Fue destituido en septiembre de 2021, tras 7 meses en el cargo, tras perder los 3 primeros partidos de la temporada.
Después de aproximadamente un año y medio de inactividad, en febrero de 2023, firmó por la Spezia en sustitución del despedido Luca Gotti. El italiano firmó un contrato válido hasta final de temporada, con prórroga automática hasta 2025 en caso de conseguir la permanencia.Tras no poder salvar club del descenso, fue relevado de sus funciones.
El 11 de diciembre de 2024, fue anunciado como entrenador de la Sampdoria. No obstante, el 7 de abril de 2025, fue despedido de su cargo con el equipo italiano ubicado en el 18.º puesto y tras haber sumado 15 puntos en 16 partidos.

## Estadísticas

### Como jugador[18]
| Club              | País   | Año       | Part. | Goles |
| ----------------- | ------ | --------- | ----- | ----- |
| Lucchese          | Italia | 1979-1981 | 1     | 0     |
| Sorso             | Italia | 1981-1982 | 33    | 2     |
| Cecina            | Italia | 1982-1984 | 19    | 1     |
| Certaldo          | Italia | 1984-1986 | -     | -     |
| Sangiovannese     | Italia | 1979-1981 | 31    | 3     |
| Arezzo            | Italia | 1981-1982 | 25    | 2     |
| Impruneta         | Italia | 1982-1984 | 30    | 3     |
| Rondinella        | Italia | 1984-1986 | 56    | 2     |
| Sangimignano      | Italia | 1979-1981 | 25    | 1     |
| Poggibonsi        | Italia | 1981-1982 | 32    | 2     |
| Grosseto          | Italia | 1982-1984 | 8     | 0     |
| Larcianese calcio | Italia | 1984-1986 | 8     | 0     |

### Como entrenador
| Club         | País   | Año       | PD  | PG  | PE  | PP  | Rendimiento |
| ------------ | ------ | --------- | --- | --- | --- | --- | ----------- |
| Sangimignano | Italia | 2004-2005 | 30  | 18  | 8   | 4   | 68.89%      |
| Figline      | Italia | 2005-2009 | 146 | 77  | 48  | 21  | 63.7%       |
| Arezzo       | Italia | 2009-2010 | 22  | 11  | 5   | 6   | 57.58%      |
| Pisa         | Italia | 2010-2011 | 10  | 3   | 2   | 5   | 36.67%      |
| SPAL         | Italia | 2014-2020 | 219 | 91  | 53  | 75  | 49.62%      |
| Cagliari     | Italia | 2021      | 19  | 7   | 5   | 7   | 45.61%      |
| Spezia       | Italia | 2023      | 16  | 2   | 6   | 8   | 25%         |
| Sampdoria    | Italia | 2024-2025 | 17  | 2   | 9   | 6   | 29.41%      |
| Total        | Total  | Total     | 479 | 211 | 136 | 142 | 53.51%      |

## Palmarés

### Como jugador

#### Títulos nacionales
| Título  | Club       | País   | Año                 |
| ------- | ---------- | ------ | ------------------- |
| Serie D | Poggibonsi | Italia | 2000-2001 (Grupo E) |

### Como entrenador

#### Títulos regionales
| Título               | Club         | País   | Año                 |
| -------------------- | ------------ | ------ | ------------------- |
| Eccellenza (Toscana) | Sangimignano | Italia | 2004-2005 (Grupo B) |
| Eccellenza (Toscana) | Figline      | Italia | 2005-2006 (Grupo B) |

#### Títulos nacionales
| Título                                  | Club    | País   | Año                 |
| --------------------------------------- | ------- | ------ | ------------------- |
| Supercoppa di Lega di Seconda Divisione | Figline | Italia | 2009                |
| Serie D                                 | Figline | Italia | 2007-2008 (Grupo E) |
| Lega Pro Seconda Divisione              | Figline | Italia | 2008-2009 (Grupo E) |
| Serie C                                 | SPAL    | Italia | 2015-2016 (Grupo B) |
| Supercoppa di Serie C                   | SPAL    | Italia | 2016                |
| Serie B                                 | SPAL    | Italia | 2016-17             |